# PARADISE TRAIN
「PARADISE TRAIN」（パラダイス・トレイン）は、安室奈美恵 with SUPER MONKEY'Sの4枚目のシングル。安室奈美恵 with SUPER MONKEY'S名義では1stシングルとなっている。

## 概要
- それまでのSUPER MONKEY'S4から新たに名義を変え、安室の単独ボーカル第1弾シングル。
- この曲を最後にメンバーの新垣寿子が脱退し、4人体制最後のシングルとなった。
- 作曲、コーラスはZOOの『Choo Choo TRAIN』でもおなじみの中西圭三が担当しており、そのため間奏中の振りも同曲冒頭のグルグル回すダンスをオマージュしている。
- 前作に引き続きロッテガムのCFソングとなり、同時に毎日放送・TBS系で放送されたドラマ『野々山家の人々』のオープニングテーマにも起用された。
- 2017年9月に地元・沖縄にて開催された25周年記念野外ライブ『namie amuro 25th ANNIVERSARY LIVE』において、1996年のツアー以来21年ぶりに当曲が披露された。

## 収録曲
全作詞：売野雅勇
1. PARADISE TRAIN
作曲：中西圭三
編曲：小西貴雄
2. 悲しきブロークン・ボーイ
作曲・編曲：小西貴雄
3. PARADISE TRAIN (オリジナルカラオケ)
4. 悲しきブロークン・ボーイ (オリジナルカラオケ)

## タイアップ
- PARADISE TRAIN
  - 毎日放送・TBS系ドラマ『野々山家の人々』オープニングテーマ
  - ロッテ「マスカットガム&ブルーベリーガム」CFソング

## 収録作品
| 規格                        | タイトル                                                                             | 種類                   | 備考                                                  |
| 1. PARADISE TRAIN           | 1. PARADISE TRAIN                                                                    | 1. PARADISE TRAIN      | 1. PARADISE TRAIN                                     |
| --------------------------- | ------------------------------------------------------------------------------------ | ---------------------- | ----------------------------------------------------- |
| CD                          | DANCE TRACKS VOL.1                                                                   | オリジナルアルバム     | ※ GROOVY MIX (リミックスバージョン) として収録。      |
| CD                          | ORIGINAL TRACKS VOL.1                                                                | ベストアルバム         | 項目参照                                              |
| CD                          | Finally                                                                              | ベストアルバム         | 楽曲を再録・ニューレコーディングで収録。              |
| 配信限定                    | namie amuro 25th ANNIVERSARY LIVE in OKINAWA at 宜野湾海浜公園野外特設会場 2017.9.16 | 配信限定ライヴアルバム | 項目参照                                              |
| 映像作品                    | namie amuro 25th ANNIVERSARY LIVE in OKINAWA                                         | ライヴ映像             | - 『namie amuro Final Tour 2018 〜Finally〜』内に付属 |
| 1. 悲しきブロークン・ボーイ |                                                                                      |                        |                                                       |
| CD                          | ORIGINAL TRACKS VOL.1                                                                | ベストアルバム         | 項目参照                                              |